# Marco Antonio Cortez Lara

Wappen

Marco Antonio Cortez Lara (* 10. Dezember 1957 in Chiclayo, Peru) ist Bischof von Tacna y Moquegua in Peru.

## Leben
Marco Antonio Cortez Lara ist das jüngste von zehn Kindern des Ehepaares Gerardo Cortez Cáceres und María Teresa Lara. Er studierte Philosophie und Katholische Theologie am Diözesanpriesterseminar „Santo Toribio de Mogrovejo“. Er hat einen Abschluss in Sozialwissenschaften der Universität Navarra und wurde an der Päpstlichen Universität vom Heiligen Kreuz in Moraltheologie promoviert. Cortez Lara empfing am 3. Februar 1985 in Lima durch Johannes Paul II., während seines Besuchs in Peru, die Priesterweihe für das Bistum Chiclayo.
Papst Johannes Paul II. bestellte ihn am 18. März 2005 zum Koadjutorbischof im Bistum Tacna y Moquegua mit Sitz in Tacna. Die Bischofsweihe am 4. Mai 2005 spendete ihm der Bischof von Tacna, José Hugo Garaycoa Hawkins; Mitkonsekratoren waren Erzbischof Rino Passigato, Apostolischer Nuntius in Peru, und Jesús Moliné Labarte, Bischof von Chiclayo.
Seit dem 1. September 2006 ist er Bischof von Tacna y Moquegua.